# Giuseppe Frascolla
Giuseppe Frascolla (San Ferdinando di Puglia, 28 novembre 1962) è un ex cestista italiano.

## Carriera
Cominciò a giocare fin dall'età di sedici anni. Il suo talento, subito scoperto, lo portò alla partecipazione in molte squadre di categoria superiori fino all'Avellino (serie A1). È una guardia.
Dal 1977 al 1980 ha militato nell'Olimpia Basket San Ferdinando, dove ha disputato due campionati di Promozione ed un campionato di serie D. Nel 1980, dopo aver giocato in squadre minori, partecipò al campionato con la Celam Lucera rimanendovi tre anni. Nel 1983 giocò in serie C con la Banca Popolare Bari quindi, l'anno successivo, si trasferì a Corato nella società del posto. Nel 1986 venne acquistato dalla Libertas Lecce dove esordì in B2 e dove rimase per quattro stagioni.
Nel 1990 con il Brindisi passa in B1 risultando anche tra i primi tre marcatori del campionato.
Nel 1996 passa alla Scandone Avellino e vince il campionato di B1; gioca in maglia verde anche in Serie A2. Nel 1998 passa alla Nuova Sebastiani Basket Rieti con cui gioca due stagioni. Nel 2000 è alla Pepsi Caserta, in Serie B1 per un biennio. Poi passa un altro biennio a Maddaloni (B2) e nel 2004 è a Santa Maria a Vico in C1. Nel 2005 va al Graziella Sarno, sempre in C1. Nel 2006 torna ad Avellino per militare nel campionato di Serie A, trovando in rosa il figlio Flavio. Nel 2007-08 milita nel campionato di serie D con il Basket Trinitapoli.
Il 2 agosto 2008 diventa campione europeo con la nazionale italiana over45 allenata da Alberto Bucci, e viene premiato come mvp della manifestazione. Il 19 luglio 2009 a Praga diventa campione del mondo over-45 risultando il miglior marcatore della manifestazione.
Nel 2009 è tornato a giocare in un campionato FIP, in Promozione Campana, con la maglia della Virtus Avellino, seconda squadra della città, esordendo, con 36 punti, nella vittoriosa trasferta di Portici l'8 febbraio 2009 e vincendo il campionato.
Ha vinto la classifica marcatori del girone D di Promozione, chiudendo il torneo con 33,8 punti di media.
Dopo aver iniziato la stagione ancora con la My Fin Virtus Avellino, dal gennaio 2010 è stato ingaggiato dal Basket Sant'Agnese in D. Ha chiuso la stagione portando il Sant'Agnese ai play-off e vincendo ancora una volta la classifica marcatori di Serie D con 26 punti di media ed un season high di 50.
Il 1º ottobre 2010 è stato messo agli atti il suo accordo con il Basket Baiano, in Serie D campana, una delle compagini storiche del movimento cestistico irpino. Dopo un'incerta prima fase, la squadra si colloca al primo posto del girone della seconda fase e vince le due serie di play-off al meglio delle tre gare per l'accesso alla C2 Regionale. Il rapporto con il Basket Baiano si interrompe di comune accordo nel dicembre 2011, complici le 13 sconfitte consecutive della squadra e le grandissime difficoltà economiche che ne impediscono il prosieguo.
Il 3 luglio 2011 si è laureato campione del mondo con la nazionale Italia over 45 ai mondiali FIMBA che si sono disputati a Natal, in Brasile battendo la Russia nel remake della finale dei precedenti campionati europei (dove l'Italia Over-45 è campione in carica).
Nel 2013 ritorna in campo disputando il Campionato di Promozione con la maglia del Roccarainola, nelle vesti di giocatore-allenatore. Frascolla resta poi anche per il torneo successivo disputando la Serie D 2014-2015, sempre nel doppio ruolo di player-coach. Dal 2015 è il fondatore della società cestistica dilettantistica "Chicago Bulls Avellino" di cui è l'allenatore.
È uno dei pochi cestisti italiani ad aver superato quota 10.000 punti nei campionati FIP, avendo realizzato oltre 17.000 punti nelle varie categorie durante la sua carriera.

## Curiosità
- Il suo soprannome è "Pippo" o "SuperPippo"
- In una partita del campionato di Promozione del 1979 tra Cestistica San Severo e l'Olimpia San Ferdinando, finita con il punteggio di 94-96, realizzò 62 punti, pur non essendoci ancora a quei tempi la linea dei tre punti[senza fonte].[2]
- Il suo trasferimento nel 1990 dalla Libertas Lecce all'Azzurra Brindisi costo 600.000.000 di lire, pari agli attuali 300.000 euro[senza fonte][2].